# Joseph Amoah (calciatore)
Joseph Amoah (Assin Foso, 26 giugno 1994) è un calciatore ghanese, centrocampista del Paredes.

## Caratteristiche tecniche
È un mediano.

## Carriera
Cresciuto nel settore giovanile dello Fatteh, nel 2014 è stato acquistato dal Vitória Guimarães. Ha debuttato in Primeira Liga il 23 maggio 2015 disputando l'incontro vinto 4-2 contro l'Académica.